# Gubin Do
Gubin Do (en serbe cyrillique : Губин До) est un village de Serbie situé sur le territoire de la Ville d'Užice, district de Zlatibor. Au recensement de 2011, il comptait 379 habitants.

## Démographie

### Évolution historique de la population
| 1948 | 1953 | 1961 | 1971 | 1981 | 1991 | 2002 | 2011 |
| ---- | ---- | ---- | ---- | ---- | ---- | ---- | ---- |
| 614  | 599  | 577  | 632  | 609  | 543  | 451  | 379  |

|  |